# Sam Kweskin
Sam Kweskin   (Chicago, 24 de febrer de 1924 - 23 de juny de 2005) nom artístic d'Irving Samuel Kweskin, de vegades treballava amb el nom d'Irv Wesley,  va ser un dibuixant de còmics i publicitat nord-americà.

## Biografia
Nascut a Chicago, Illinois,  va créixer amb la seva germana, Sally, i el seu pare que va morir quan Kweskin tenia onze anys, Kweskin va aprendre a dibuixar copiant còmics dels diaris dominicals, especialment els de Hal Foster, en fulls de paper d'embolcall de queviures. Segons diferents relats, va guanyar una beca als setze anys a l'Studio School of Art, i l'estiu següent es va matricular en un curs a l'Chicago Academy of Fine Arts, abans que en el seu darrer any de secundària guanyés una beca per a un curs d'estiu a l'Acadèmia. Segons tots dos relats, un company de classe era el futur famós dibuixant militar Bill Mauldin. Als setze anys, a través d'un veí que treballava amb el germà de Foster, Kweskin va visitar Foster a l'estudi de les golfes del respectat escriptor i il·lustrador Evanston, Illinois, i posteriorment "va escriure una història sobre la meva visita per al meu diari de secundària". Després de l'escola secundària, Kweskin va treballar com a redactor de torn de nit per al diari Chicago Tribune, i després va entrar a l'exèrcit dels EUA.
El soldat Kweskin va fer el servei militar de febrer de 1943 a desembre de 1945, durant la Segona Guerra Mundial, unint-se com a artista militar, al 83rd Chemical Mortar Battalion el setembre de 1944, col·laborant a les publicacions periòdiques militars Muzzleblasts and Rounds Away. i va dir que estava entre les tropes aliades que van ajudar a alliberar el camp de concentració de Dachau. Després del seu llicenciament, va estudiar a l'Art Institute de Chicago, rebent una llicenciatura en Belles Arts a principis de 1949.
Un amic va posar Kweskin en contacte amb Atlas Comics de la ciutat de Nova York, el precursor de Marvel Comics de la dècada de 1950, i Kweskin "va volar a Nova York l'agost o setembre de 1952" per reunir-se amb l'editor en cap d'Atles. Stan Lee.

### Atles i publicitat
Els primers crèdits confirmats de Kweskin inclouen històries a llapis i autoentintat en cinc còmics d'Atles amb una portada de febrer de 1953: els llibres de terror i misteri Strange Tales núm.15, Adventures Into Terror núm.16, Astonishing núm. 22 i Spellbound núm.12 i el còmic de guerra Battlefront.núm. 9. Va continuar dibuixant històries per a antologies de terror d'Atles com Journey into Mystery, Marvel Tales i Uncanny Tales, títols de l'oest com Kid Colt, Outlaw i Wild Western, i fins i tot Bible Tales for Young Folk.
Va recordar de la seva etapa a l'Atles que era:
| «                               | mogut pel fet que l'[editor en cap] Stan Lee mai no s'ha mostrat aturat, i sempre trobava temps per seure a la seva oficina amb un artista per parlar. De seguida em va donar una altra història, que vaig completar amb la seva satisfacció. Finalment, vaig haver de tornar a Chicago; després del primer viatge a Nova York vaig fer dues excursions més aquella tardor/hivern per assegurar-me que podria decidir mudar-me a l'est; de fet, Stan m'havia enviat guions i em va dir que, "per descomptat, podríeu fer més feina". si visqués aquí. La meva dona estava especialment entusiasmada amb Nova York (no hi havia estat mai, excepte amb el carnet d'un soldat durant un dia més o menys), així que em vaig mudar primer a Nova York, vaig trobar un apartament i em van seguir la meva dona i dos fills petits. | » |
| — Sam Kweskin, <ref. nom=ken /> | |   |

Al cap d'aproximadament un any, durant una caiguda de la indústria del còmic, Kweskin va tornar a la il·lustració comercial, dient en cartes a dos historiadors del còmic que "va anar a treballar com a artista d'estudi durant un temps" i després es va convertir en director d'art d'una pel·lícula industrial. productora i més tard a "una agència que fa principalment publicitat llatinoamericana", seguida d'una posició similar en una agència diferent que treballava en anuncis de televisió. Va dir que va continuar fent treballs autònoms incloses il·lustracions mèdiques per Merck Manual of Diagnosis and Therapy", i en un parell d'anys, vaig mantenir una petita agència pròpia".
El 1957, va tornar a treballar breument per a Atlas sobre ciència-ficció / fantasia i còmics de guerra.

### Marvel Comics
A principis de la dècada de 1970, Kweskin va tornar breument al treball autònom per al que ara era formalment Marvel Comics. Ambdós va escriure a llapis un conte de terror de sis pàgines, "Revenge from the Rhine", a Journey into Mystery vol. 2, núm.3 (febrer de 1973), i després va succeir al creador de Sub-Mariner Bill Everett en el títol de còmic d'aquest personatge després de la mort d'Everett; Kweskin i Everett van dibuixar junts el número 58 (febrer de 1973), amb Everett entintant i Kweskin va dibuixar a llapis o dibuixar els números 59-60 i 62-63. Kweskin també va substituir Gene Colan i va escriure Daredevil núm. 99 (maig de 1973).

Tal com va escriure Kweskin en un correu electrònic de 2002 extret en un article de l'historiador de còmics Ken Quattro:
| «              | Vaig va dinar amb Bill [Everett] un dia després d'haver tingut un atac de cor una mica abans d'aquell mes, i [l'editor de Marvel] Stan Lee va suggerir que ens reunim per em va fer la "sensació" de l'aproximació de Bill a una tira que havia desenvolupat. I així vaig començar a fer Sub-Mariner. ... Si [editor en cap] Roy Thomas o Stan o jo vam decidir que no estava a les cartes continuar-ho després d'uns quants números, no ho recordo, ja que en aquell moment també era president de la meva petita agència publicitària/art i responsable davant de diversos empleats. Gran part del meu temps s'hi havia de passar fent dissenys d'anuncis i, de vegades, escrivint còpies". | » |
| — Sam Kweskin, | |   |

### Carrera posterior
Després va passar tres anys com a director d'art a les revistes Ziff-Davis, i després va treballar com a freelance durant 10 anys com a artista d'storyboards d'agències publicitàries. Kweskin també va pintar i dibuixar, incloent diverses obres que representen l'Upper West Side de Manhattan, on va viure durant aproximadament 40 anys abans de traslladar-se a Boca Raton, Florida, el 1993. Va exposar les seves obres d'art, com ara les Grand Central Galleries de la ciutat de Nova York, el Salmagundi Club i la Society of Illustrators. El seu treball autònom de la darrera vida va incloure una portada per a la revista Veterans of Foreign Wars i va pintar un llenç per encàrrec per a un museu militar a Louisiana.

## Vida personal
Kweskin al final de la seva vida ja no estava amb la seva dona Corinne. Va tenir tres fills: el fill Joel i les filles Jean i Barbara, la darrera de les quals el va morir anteriorment. El fons de beques Barbara Kweskin de l'Art Institute of Chicago porta el seu nom.